# Campionati mondiali di canoa/kayak discesa 2008
I XXVI Campionati mondiali di canoa/kayak discesa del 2008 si sono svolti a Ivrea in Italia.
Fu la prima volta la città ospitò questo evento. La manifestazione sportiva si svolse nelle acque della Dora Baltea presso lo stadio della Canoa di Ivrea.

## Podi

### Uomini
| Evento        | Oro                                  | Perform. | Argento                                | Perform. | Bronzo                                    | Perform. |
| Canoa         |                                      |          |                                        |          |                                           |          |
| C-1           | Croazia Emil Milihram                |          | Germania Stephan Stiefenhöfen          |          | Francia Guillaume Alzingre                |          |
| C-1 a squadre | Germania                             |          | Rep. Ceca                              |          | Francia                                   |          |
| C-2           | Germania Ulich Andree Patrick Dresch |          | Francia Olivier Pourteyron Pascal Reye |          | Francia Cyril Leblond Stéphane Santamaria |          |
| C-2 a squadre | Francia                              |          | Germania                               |          | Slovacchia                                |          |
| Kayak         |                                      |          |                                        |          |                                           |          |
| K-1           | Italia Maximilian Benassi            |          | Germania Stephan Stiefenhöfer          |          | Australia Schmid Gerhard                  |          |
| K-1 a squadre | Rep. Ceca                            |          | Germania                               |          | Francia                                   |          |

### Donne
| Evento        | Oro                          | Perform. | Argento                     | Perform. | Bronzo                   | Perform. |
| Kayak         |                              |          |                             |          |                          |          |
| K-1           | Svizzera Sabine Eichenberger |          | Rep. Ceca Katerina Vacikova |          | Germania Manuela Stöberl |          |
| K-1 a squadre | -                            |          | -                           |          | -                        |          |